# ピアノ三重奏曲 (フォーレ)

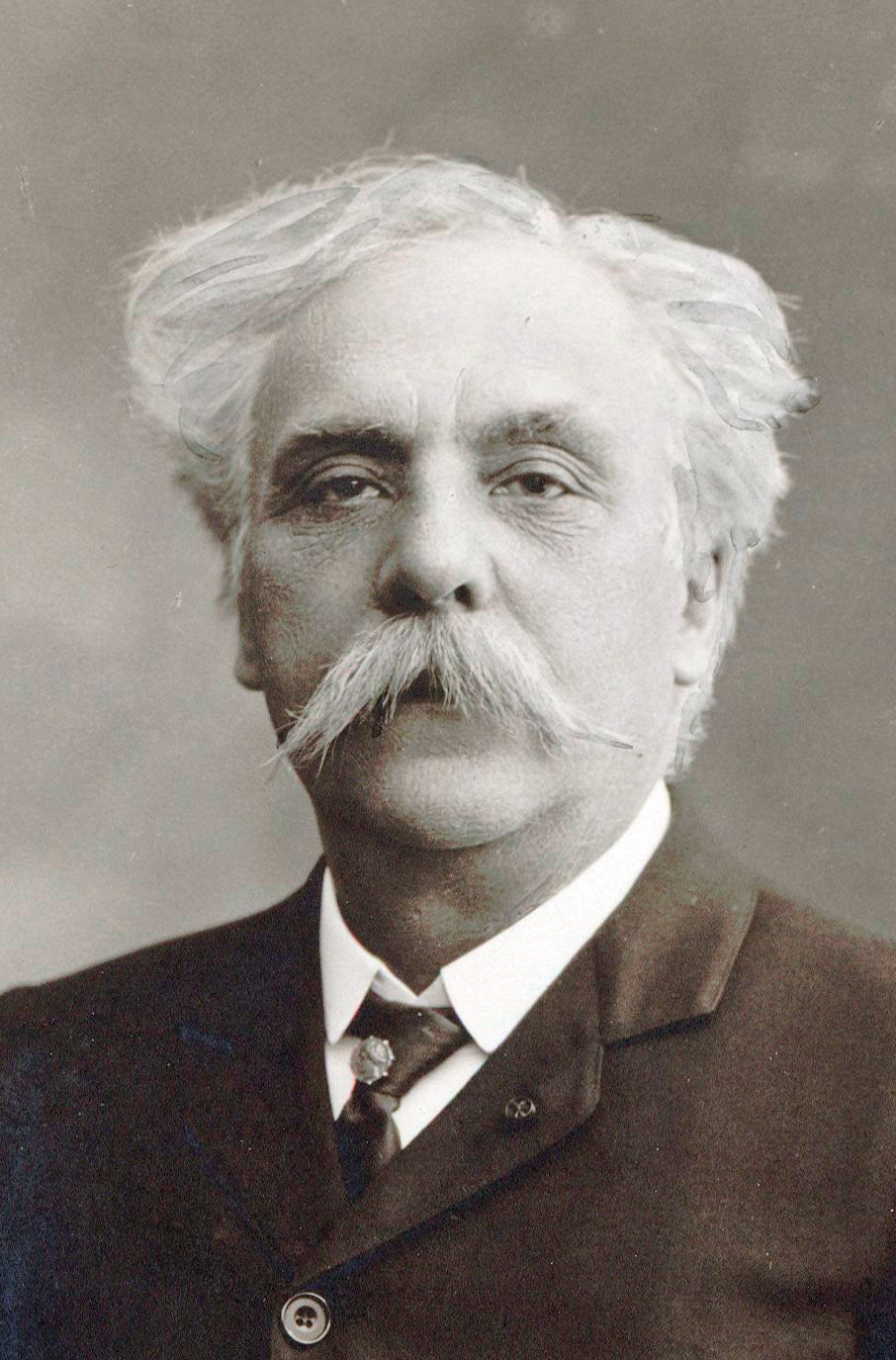
ガブリエル・フォーレ（1905年の写真）

ピアノ三重奏曲(仏: Trio pour piano, violon et violoncelle) ニ短調作品120は、近代フランスの作曲家ガブリエル・フォーレ（1845年 - 1924年）が作曲したピアノ、ヴァイオリン、チェロのための室内楽曲。全3楽章からなり、演奏時間は約20分。

## 作曲の経過
フォーレのピアノ三重奏曲は1922年9月から1923年2月にかけて作曲された。

### 創作力の減退
1922年1月、ニース滞在中のフォーレにピアノ三重奏曲の作曲を提案したのは、彼が出版契約を結んでいたデュラン社の社主ジャック・デュランだった。デュランは、モーリス・ラヴェルが第一次世界大戦前夜に作曲したピアノ三重奏曲（1914年）のような音楽を書いてみてはどうかと勧めた。
フランスのフォーレ研究家ジャン＝ミシェル・ネクトゥーによれば、この年の1月から8月にかけて、フォーレの創作力は完全に失われていた。1月20日付け妻マリーに宛てたフォーレの手紙には、「今の状態が長く続かないことを願っています。なぜなら、私は猛烈に仕事がしたいのです。」と書き、2月2日付けの手紙では、「老いよ、消え失せろ！」と自らを叱咤している。
しかし、3月4日付けの手紙では「恥ずかしい話ですが、私は毎日をわらじ虫のように家の中に閉じこもって過ごしています。まったく何もしていません。ニースに来てから、書くに値するような音符はまだ二つと見つけていないのです。私の才能は涸れてしまったのでしょうか……。」と悩みを打ち明けている
友人の作曲家ポール・デュカスに宛てた同年4月21日付けの手紙では、フォーレはワーグナーの『トリスタンとイゾルデ』から一節を引用しつつ、ユーモアと自嘲を交えながら、「私はこの4ヶ月間で、ワーグナーのグルペットに負けないくらい歳を取りました。」と述べている。
また、悩まされてきた聴覚障害に視力の衰えや歯のトラブルも加わり、フォーレは次第に孤立していった。次男のフィリップ・フォーレ＝フレミエは、このころのフォーレについて次のように述べている。

### 着手から完成まで

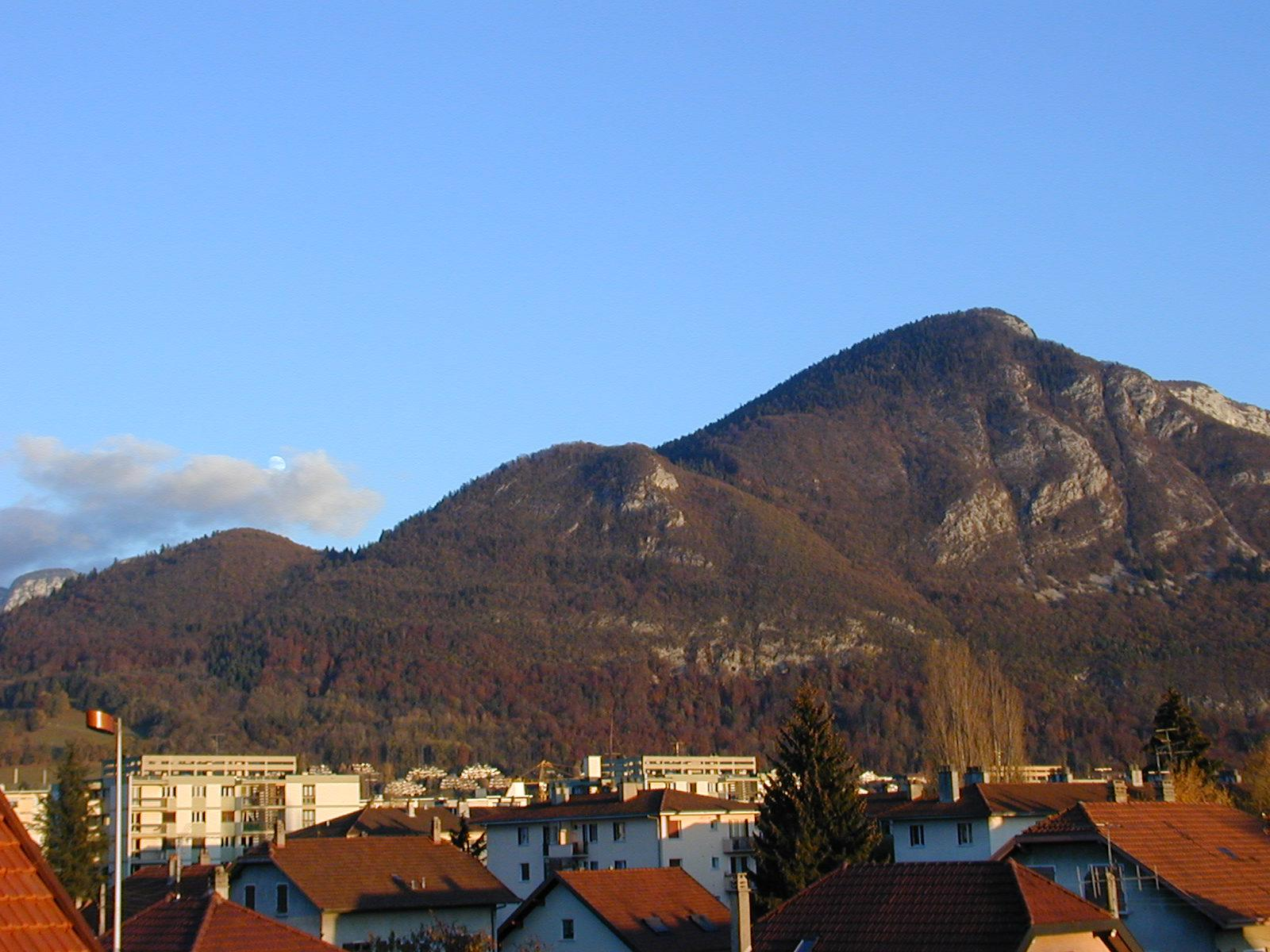
アヌシー＝ル＝ヴューの風景

フォーレがようやく新曲のスケッチに取りかかったのは4月にパリに戻って以降で、1922年の5月から6月にかけてと見られる。
1922年7月からほぼ一月の間、生まれ故郷パミエに近いアルジュレスに滞在したものの、気管支肺炎にかかったフォーレはこの地ではほとんど仕事ができなかった。このときフォーレは次男フィリップにパリの家の机の上に忘れてきた原稿を探すように頼んでおり、それがピアノ三重奏曲の第2楽章の中間部のスケッチだった。
8月9日からアヌシー＝ル＝ヴューに移り、約2ヶ月デュナン館で過ごす。アヌシー＝ル＝ヴューは1919年以来2度目の滞在だった。8月26日にこの地でフォーレ・フェスティバルが開かれ、翌27日、教会でフォーレの『小ミサ曲』が演奏されるなどの歓迎を受けた。フォーレの創作力はここで回復し、妻マリーに宛てて次のように報告している。
アヌシー＝ル＝ヴューで書かれたのは第2楽章と見られる。第1楽章と第3楽章は10月にパリに戻ってからヴィーニュ通り32番地の自宅で書かれ、1923年2月中旬に完成した。
この間、1923年1月にフォーレはレジオンドヌール勲章（勲一等）を授与されている。

## 初演・出版
1923年5月12日、国民音楽協会の演奏会において、ロベール・クレットリーのヴァイオリン、ジャック・パッテのチェロ、タチアナ・ド＝サンセヴィッチのピアノによって初演された。この日はフォーレ78歳の誕生日であり、初演者はいずれもパリ音楽院を卒業した若い演奏家たちだった。フォーレは、自分の音楽が若い世代の音楽家たちに理解されることを喜びとしており、この人選はフォーレの希望に添ったものだった。
またこの演奏会では、シュザンヌ・バルグリの独唱、ジャン・ロジェ＝デュカスのピアノ伴奏によってフォーレの歌曲集『優しい歌』も演奏された。しかし、この日フォーレは体調不良のため外出できず、欠席した。
公開初演前の1923年4月には、フォーレの友人たちのためにパリのマイヨ家のサロンでこの曲が試演されていた。次男フィリップによれば、アヌシー＝ル＝ヴューでもてなしてくれたマイヨ夫妻への感謝から、フォーレはマイヨ夫人に微笑みながら「これはあなた方のお宅だから作ることができた作品なのです」と語ったという。
6月29日にはエコールノルマル音楽院において、ジャック・ティボーのヴァイオリン、パブロ・カザルスのチェロ、アルフレッド・コルトーのピアノ（カザルス三重奏団）によって再演された。
フォーレは、エコールノルマルでの6月21日のリハーサル演奏に接することができた。
ネクトゥーによれば、2度目の演奏はより輝かしいものだった。このときフォーレの友人たちは、「もし彼が100歳まで生きたら、どのような音楽を書くのだろうか」と言い合った。
楽譜は1923年にデュラン社から出版された。
作品はモーリス・ルーヴィエ夫人に献呈されている。
なお、この曲の自筆譜は発見されていない。

## 特徴

### 位置づけ
フォーレの創作期間はしばしば作曲年代によって第一期（1860年 - 1885年）、第二期（1885年 - 1906年）、第三期（1906年 - 1924年）の三期に分けられる。
ピアノ三重奏曲は、このうち第三期に属するとともにフォーレ最晩年の作品であり、高齢による肉体の衰えと絶え間ない疲労に苦しみながら作曲された。
フォーレは1921年末までにチェロソナタ第2番（作品117）及び自身最後の歌曲集となった『幻想の地平線』（作品118）につづいてこれも最後の夜想曲となった夜想曲第13番（作品119）を完成しており、ネクトゥーは、夜想曲第13番の完成とともにフォーレの生涯におけるもっとも重要な時期は幕を閉じたとしている。翌1922年以降は容易に筆が進まず、作品の質は保たれたものの、その数は著しく減少した。
没年の1924年まで最後の3年間に作曲されたのは、このピアノ三重奏曲（1923年）と、未完成の弦楽四重奏曲しかない。
また、この作品はフォーレ自身が格別の評価を下していたラヴェルのピアノ三重奏曲（1914年）とともに、当時のフランスのピアノ三重奏曲を代表するものといえる。

### 音楽
急・緩・急の3つの楽章からなり、全体に線の強い表出を特徴とする。簡潔に徹した書法はこの時期のフォーレの他の作品とも共通したものである。
フォーレ自身はこの作品を控えめに「小さなトリオ」と呼んだ。フォーレの弟子フローラン・シュミットは、「これこそ音楽だ。そして音楽以外の何ものでもない。ラモーのようにほっそりとして、バッハのように澄み渡って力強く、また穏やかに訴えかけるところはフォーレ自身だ。」と述べている。
『クラシック音楽史大系7　ロシアとフランスの音楽』でフォーレの項を担当したロナルド・クライトンは、ピアノ三重奏曲は感情の表白が率直で、第二期あるいは第三期のフォーレの作品と比較しても半音階が少なく全音階的であると指摘している。また、モーツァルト的透明性や節約という点については前作のチェロソナタ第2番に似ているが、使われている素材はより豊富であり、「この曲が忘れられているのは、おそらくは書法が地味なためか、あるいは例えばラヴェルのような異国趣味的情緒に欠けているか、いずれかによるものである。」と述べる。
日本の音楽学者平島三郎は、ピアノ三重奏曲の音域について、以下のように述べている。この曲ではピアノの最低音は「下1点ヘ」だが、左手のオクターヴの場合でも「下1点イ」より低くなることは少ない。最高音は第3楽章導入部の分散和音が「4点ヘ」に届いているものの、他ではせいぜい「3点ニ」止まりである。若いころのヴァイオリンソナタ第1番では下が「下1点ハ」、上が「4点イ」であるのと比べると、かなり狭いことがわかる。このあとに書かれた弦楽四重奏曲でも傾向は同じであり、フォーレが60歳で発症し、以後次第に悪化した聴覚障害の影響があるのではないかとする。しかし、「むろん声を大にして言わなければならないのは、そんな音楽家にとって致命的な故障を克服して、これらの作品が驚くべき完成を見いだしていることについてである。」と結んでいる。

### 各楽章について
最初の二つの楽章は比較的穏やかで、淡彩の絵にも似た哀調を帯びている。
第1楽章は明快な書法と分かりやすい形式を持つ。
ベルギーの音楽研究家ハリー・ハルブライヒ(en:Harry Halbreich)はこの第1楽章について、「地上的な一切の情熱から遠い、澄み渡った明るさ」と評している。
またネクトゥーは、「フォーレの作品中でも透明感において群を抜いており、言葉では言い表し得ないほどの優しさを秘めた輝きに満ちている」とする。
第2楽章は歌謡的な緩徐楽章であり、主題間の対比や結合に精緻な工夫が認められる。
とくにこの楽章の美しさについては、「並外れて美しい第1主題」（クライトン）、「至上の美しさ」、「フォーレのもっとも純粋な霊感のひらめき」、「弦楽器が奏でる恋人同士のような語らいは、この世のものとは思えない」（いずれもネクトゥー）、「高雅な抒情味がくまなく全体に及んで香り立つ、魅惑的な音楽」（平島）といった賛辞が寄せられている。
第3楽章は、活気にあふれたスケルツォによる終曲である。
これについては、後の弦楽四重奏曲に関するフォーレの口述として「（弦楽四重奏曲の）第3楽章では、私のピアノ三重奏曲を思わせるような、スケルツォ風の軽快で楽しい気分を強調すべきです。」という言葉が残されている。
フォーレの室内楽作品の終楽章としてもとくに優れており、「終楽章は、ピアノ五重奏曲第1番よりも成功している。」（クライトン）、「創意面でも手堅い手法の面でも、チェロソナタ第2番の驚異的な終楽章をはるかに上回っている。」（ネクトゥー）など、高い評価がなされている。
楽章冒頭のヴァイオリンとチェロによるオクターヴ・ユニゾン音型については、イタリアの作曲家レオンカヴァッロ（1857年 - 1919年）のオペラ『道化師』（1892年）で歌われるカニオのアリア「衣装を着けろ」の中の「さらば歌え、道化師（パリアッチ）よ」との類似がしばしば指摘されている。
これについてフォーレの長男エマニュエルは、あくまでも偶然によるものであり、フォーレ自らはそのような指摘を快く思っていなかったと伝えている。
とはいえ、「フォーレはイタリアのヴェリズモ・オペラを嫌っていたことを考えると、ここには皮肉が含まれているかもしれない」（クライトン）、「もし77歳のフォーレが意識して引用したのだとすると、導入部での呼びかけに潜む粗野な暗さが、コーダで洗い落とされていると思われる。」（平島）といった論考もなされている。

### クラリネットによる演奏
作曲時にフォーレが言及していたクラリネットを含む三重奏曲という構想は、完成時には消え去っているが、その正確な理由は分かっていない。フォーレの木管楽器用の作品は、パリ音楽院の依頼によって制作されたフルートのための2曲以外にはほとんどない。
しかし、フォーレはほとんどすべての管弦楽作品でクラリネットを使用しているほか、ウェーバーの『協奏的二重奏曲』の楽譜を所有しており、サン＝サーンスのクラリネットソナタ（作品167、1921年）や友人ダンディのクラリネット三重奏曲（1888年）などを聴いているなど、クラリネットの響きを好んでいた。
ネクトゥーによれば、この曲においてヴァイオリンをクラリネットに替えてもなんら問題はない。ヴァイオリン・パートに用いられているオクターヴ音程については、オクターヴの高い方のパートを吹くという解決法があり、近年なされた試演によって、クラリネットによる演奏が有効であることが判明している。ネクトゥーは「クラリネットとチェロとの対話はむしろ特別な性格を持ち、この二つの楽器とピアノの音のバランスも実に納得のゆくものなのである。」としている。

## 構成

### 第1楽章
アレグロ・マ・ノン・トロッポ　ニ短調、3/4拍子、ソナタ形式。
2小節のピアノの控えめな導入に続いて、チェロが第1主題を穏やかに歌い出し、ヴァイオリンのG線に受け継がれる。
この主題部分は規則正しい構成を持ち、20小節が4小節ずつの5つの部分に区分されている。
第1主題
ピアノの鋭い響きを持った動機による短い経過句ののち、素朴な第2主題が変ロ長調でピアノに現れる。
この主題が蛇行を重ねながらゆっくりと上昇していき、ヴァイオリンとチェロのオクターヴ・ユニゾンから対旋律Bが示される。
第2主題A
第2主題B
展開部では、ピアノの低音部に第1主題が現れ、これにヴァイオリンとチェロが織り合わされる。ヴァイオリンに第2主題が加わると、弦とピアノによる対位法的な絡みとなり、音高と強度を高めながらフォルテの頂点を形作る。
ヴァイオリンが最強奏のオクターヴによって音階を降りてくるのに添って、チェロとピアノの左手に第1主題が再現する。第2主題の再現はニ長調で提示部同様ピアノによるが、ここでは対旋律が省かれている。
再現部のあとに「第2の展開部」があるのは、晩年のフォーレ作品に見られる特徴的な作風で、第1主題後半の動機に基づいて末尾の展開が始まる。
コーダでは二つの主題がひとつに融合され、ヴァイオリンとチェロのユニゾンにピアノのアルペッジョが加わって力強く高揚する。
ネクトゥーは、このコーダにフォーレの幼年時代の記憶の中にある、ピレネー地方の鐘の音が鳴り響いているようだと述べている。

### 第2楽章
アンダンティーノ　ヘ長調、4/4拍子、三部形式。
ピアノのゆるやかな和音連打による前奏に乗って、ヴァイオリンとチェロが親しく語り交わすような第1主題を示す。
この優しく揺れる旋律の伴奏和音が分散型に変わると、ピアノに5度跳躍下行を特徴としたニ短調の経過句が出る。
第1主題
経過句
ネクトゥーはこの部分について、「音楽家が自分でも当惑するような感覚の領域、言い換えれば崇高さともいえるような領域に足を踏み入れたときに湧き起こる強い羞恥心によるもの」とし、フォーレの長男エマニュエル・フォーレ＝フレミエの「フォーレは親密な演奏会の最中に聴衆が感動していることに気づくと、突然、時には驚くほどの冗談を飛ばして、その場の雰囲気を和らげた」という回想を引用している。
中間部では、カンタンド・エスプレッシーヴォでうら悲しさを漂わせた第2主題がピアノに現れる。
この旋律は、1920年から1921年にかけて書かれたピアノ五重奏曲第2番とチェロソナタ第2番のアンダンテ楽章と同様に、コラール様式で書かれている。
第2主題
ときおりため息を漏らすのみだったヴァイオリンとチェロがこの旋律をひっそりと受け継ぎ、転調を重ねながら上昇してゆく。ピアノに第1主題が回帰して再現部となり、経過句はヘ短調をとる。弦を加えた中間部の回想から次第に高まってコーダに入り、二つの主題が重ねられてヘ長調の平安のうちに終わる。

### 第3楽章
アレグロ・ヴィヴォ　ニ短調、3/8拍子。テンポや書法から見てスケルツォ楽章であるが、主題の交替やその民衆的な性格からロンド・ソナタ形式とも解釈できる。
長い導入部があり、ヴァイオリンとチェロのオクターヴ・ユニゾンで激しく呼びかけるような主題が弾き出される。この主題についてレオンカヴァッロのオペラ『道化師』の「さらば歌え、道化師よ」との類似が指摘されていることは、#各楽章についてですでに述べたとおり。
この「呼びかけ」に対するピアノの応答から、主部の第1主題が導き出される。
導入部
主部に入り、チェロが第1主題を完全な形で提示する。第2主題はヴァイオリンとチェロの掛け合いにより、これにピアノの舞踏的な対主題が続く。
第1主題
第2主題A
第2主題B
展開部では、弦の二重奏からピアノが第1主題を示し、ヴァイオリンがカノン風に模倣する、これに第2主題と導入部の動機が加わる。再現部は第2主題、第1主題の順で戻ってくる。導入部の「呼びかけ」の動機によって盛り上がり、コーダとなる。ここは導入部に匹敵する規模を持ち、二つの主題から「呼びかけ」の主題が大きく奏され、ニ長調で全曲を力強く結ぶ。